# Vesjolyj (Majkop)
Vesjolyj (adygejsky: ЧэфыпI) je osada (chutor) v rámci městského okruhu Majkop v Adygejské republice Ruské federace.
Nachází se v západní části okruhu Majkop naproti stanici Chanskaja, na levém břehu řeky Belaja. Je vzdálena 12 km severozápadně od města Majkop a 12 km jihovýchodně od města Belorečensk.

## Historie
Území současné osady koupil roku 1881 majkopský kupec Sarkisov, který zde začal pěstovat tabák. Postupem času pozemky pronajímal rolníkům, kteří zde zakládali osady.
Roku 1917 zde žilo 44 lidí a roku 1921 zde vznikla osada Vesjolyj.
Roku 1929 zde vzniklo JZD, které bylo poté přeměněno na statek.
Roku 1986 byla osada přesunuta z jurisdikce Majkopského rajónu do Majkopské městské rady.
Od roku 2000 je součástí okruhu Majkop a roku 2005 získala statut obce.